# Jorge Eduardo Guinle
Jorge Eduardo Guinle Filho (Nova Iorque, 14 de março de 1947 — Rio de Janeiro, 18 de maio de 1987) foi um pintor, desenhista e gravador brasileiro nascido nos Estados Unidos.

## Biografia
Filho de Jorginho Guinle, mudou-se com a família para o Rio de Janeiro no ano de seu nascimento. De 1955 a 1962 acompanhou a mãe em Paris e depois, até 1965, em Nova Iorque.
Em França, a par de seus estudos regulares, iniciou como autodidata estudos de pintura, passando a frequentar museus e galerias de arte, hábito que conservou nos Estados Unidos. O contato que este ambiente, quer em termos de obras, quer de artistas contemporâneos, marcou a sua formação artística. Entre essas influências destacam-se a obra do francês Henri Matisse, e a action painting e a pop art estadunidenses.
A partir de 1965 voltou a residir no Rio de Janeiro, alternando temporadas em Londres e em Paris. Retornou para esta última em 1974, permanecendo por três anos. Em 1977 voltou a residir no Rio de Janeiro. Nesta fase, o seu trabalho adquiriu repercussão no mercado e, na década de 1980, passou a integrar as principais exposições de arte do país.
A sua produção, que se concentra nos seus últimos sete anos de vida sob a forma de pintura, chama atenção pelo vigor e pela complexa referência aos movimentos artísticos modernos e contemporâneos. Desse modo, o seu trabalho constitui-se num importante incentivador da revalorização da pintura, promovida por um grupo de jovens artistas conhecido como Geração 80. Um livro sobre sua vida e obra foi publicado em 2001 pela editora Cosac Naify. O livro apresenta a trajetória de Jorge Guinle, autor de uma das mais consistentes e eruditas obras em pintura contemporânea no Brasil. Sua carreira, de apenas sete anos, é definida pela historiadora Christina Bach como um "dínamo de energia solar". Com ressonâncias das cores de Matisse e Picasso, Guinle refletiu plasticamente o momento de abertura política do Brasil, no final dos anos 70.
Assim como o pai, também foi um amante do jazz.
Após a sua morte, por AIDS, o seu companheiro, Marco Rodrigues, entrou na justiça brasileira para receber parte dos seus bens. Este foi um dos primeiros casos jurídicos, no país, sobre união estável entre homossexuais.